# 共产主义联盟 (新西兰)
共产主义联盟（英語：Communist League）是新西兰的一个共产主义政党。1969年，惠灵顿维多利亚大学的学生创建该党，初名社会主义行动联盟。它曾是第四国际的成员。1980年代中期，该党追随美国社会主义工人党抛弃托洛茨基主义，退出第四国际，还开除了那些不同意这一决定的成员，并改用现名。它是以美国社会主义工人党为首的探路者倾向（该组织支持古巴共产党）的成员。该党在2020年新西兰大选中获得109票。